# نيكولاس سالميرون
نيكولاس سالميرون ذ ألونسو (بالإسبانية: Nicolás Salmerón Alonso)‏ (و. 1838 – 1908 م) هو فيلسوف، وكاتب، وسياسي، وبروفيسور (أستاذ جامعي) من إسبانيا ولد في حمة المرية.

## التعليم
تعلم في جامعة غرناطة.